# Melvin River
De Melvin River is een 13 km lange rivier in de Amerikaanse staat New Hampshire die Melvin Pond verbindt met Lake Winnipesaukee. 